# Departamento El Cuy
El Cuy es un departamento ubicado en la provincia de Río Negro (Argentina).

## Historia
Un decreto del presidente Victorino de la Plaza del 29 de abril de 1916, dispuso:

Artículo 1º -Los departamentos de General Roca y El Cuy, del Territorio Nacional del Río Negro, pasarán a depender del Neuquén, a cuyo territorio serán anexados en su forma actual y con los límites conferidos por el decreto de octubre 20 de 1915 (División departamental de los territorios nacionales), salvo las modificaciones que pueda introducir en esa disposición el Honorable Congreso, a quien se dará cuenta de la medida en su próximo período parlamentario.

Lo que se hizo efectivo poco después. Tras el desconocimiento de la medida por el juez letrado de Neuquén a quien le correspondía incorporar a su jurisdicción los dos departamentos y por el juez letrado de Viedma (quien quedaba desafectado), por no haber sido realizado por ley del Congreso Nacional, otro decreto durante la presidencia de Hipólito Yrigoyen, del 20 de mayo de 1918 dejó sin efecto la transferencia, lo que se cumplió el 8 de junio.

## Superficie y límites
Con 22.475 kilómetros cuadrados, constituye el tercer departamento más extenso de la provincia. Limita al norte con el departamento General Roca y la provincia de Neuquén, al este con el departamento Avellaneda, al sur con los departamentos de 9 de Julio y 25 de Mayo y al sudoeste con el departamento Pilcaniyeu.

## Población
De acuerdo al Censo 2010, vivían 5.280 personas en todo el departamento.
El censo argentino de 2022 reportó 6960 habitantes.Esto representó un crecimiento del 31.8%

## Localidades y parajes

### Localidades
- Aguada Guzmán
- Cerro Policía
- El Cuy
- Las Perlas
- Mencué
- Naupa Huen
- Valle Azul

#### Parajes
- Chasico
- Lonco Vaca
- Tres Mojones
- Trica Có

## Accidentes geográficos
- Basalto de El Cuy
- Cerro Encayapau